# Koszanowo (województwo kujawsko-pomorskie)
Koszanowo – wieś w Polsce położona w województwie kujawsko-pomorskim, w powiecie włocławskim, w gminie Włocławek.
Wieś duchowna, własność kapituły gnieźnieńskiej, położona była w II połowie XVI wieku w powiecie brzeskokujawskim województwa brzeskokujawskiego.
| SIMC    | Nazwa  | Rodzaj    |
| ------- | ------ | --------- |
| 0871730 | Humlin | część wsi |

W latach 1975–1998 miejscowość administracyjnie należała do województwa włocławskiego. Według Narodowego Spisu Powszechnego (III 2011 r.) liczyła 134 mieszkańców. Jest siedemnastą co do wielkości miejscowością gminy Włocławek.